# Programa Mariner

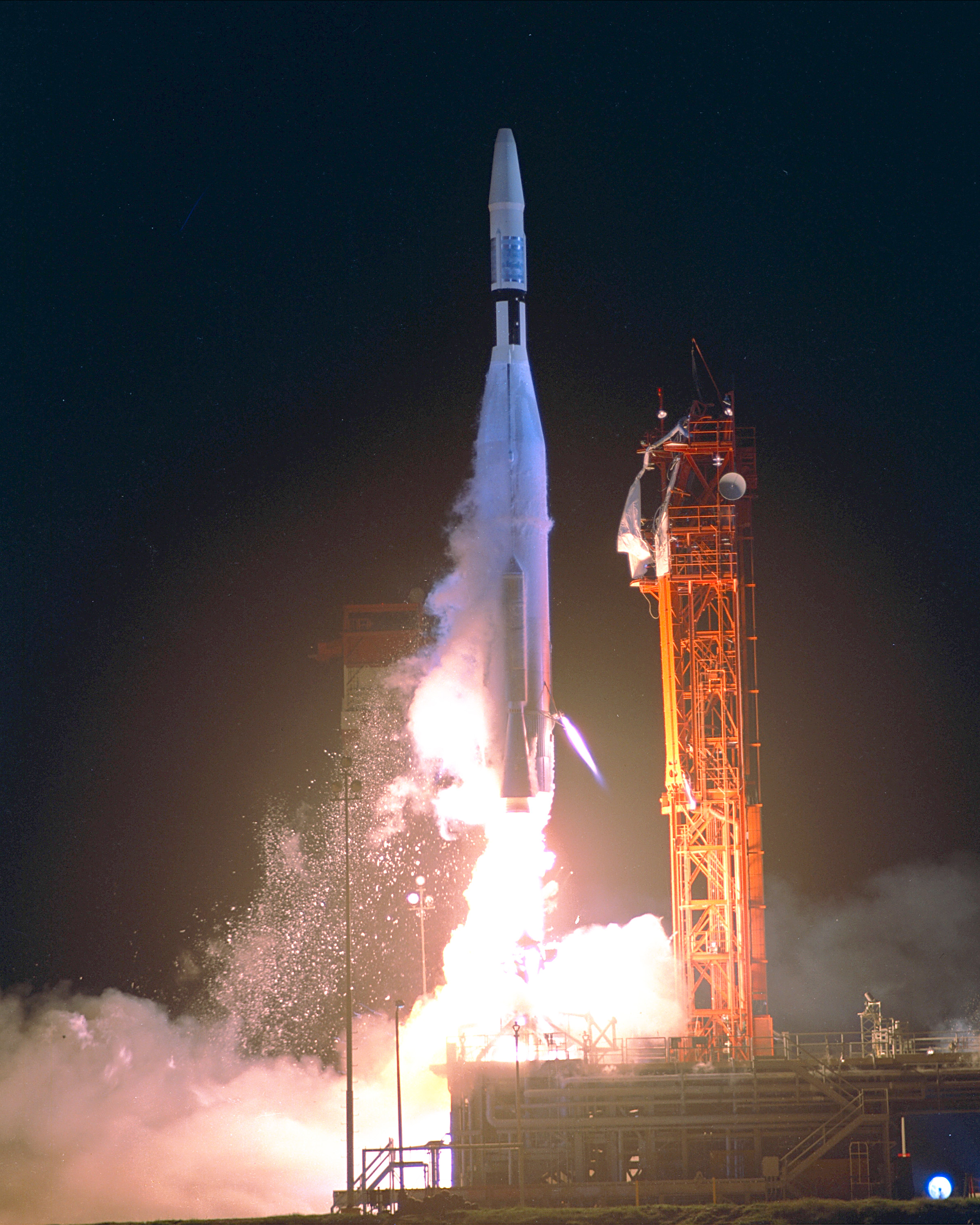
Cohete del programa Mariner.

El Programa Mariner se ejecutó entre 1962 y finales de 1973, el JPL (Jet Propulsion Laboratory) de la NASA diseñó y construyó 10 naves espaciales denominadas Mariner cuya misión sería la de explorar los planetas de Venus, Marte y Mercurio por primera vez, y volviendo a Venus y Marte para una exploración más detallada. La última de las naves, Mariner 10, realizó un vuelo próximo a Venus, para después realizar un total de tres aproximaciones a Mercurio. La penúltima nave, Mariner 9, fue la primera en dejar en órbita una sonda alrededor de un planeta, en este caso Marte, permaneciendo un año en órbita para proceder a cartografiar su superficie y realizar mediciones específicas. 
Las sondas Mariner eran de tamaño relativamente reducido, y su lanzamiento se realizó mediante un cohete modelo Atlas, siendo el Sistema Propulsor de la Última Fase un modelo Agena o Centauro. Su peso rondaba la media tonelada (sin el combustible del propulsor de a bordo de la sonda). Cada una de sus misiones se completó en un período de entre unos pocos meses hasta uno o dos años, e incluso una de las naves sobrepasó esta limitación y se mantuvo operativa durante tres años. Las sondas Mariner 1, Mariner 3, y Mariner 8 no superaron la fase de lanzamiento. Del resto de sondas, ninguna se perdió en vuelo hacia sus destinos, y todas ellas completaron con éxito sus objetivos.
Cada una de las naves llevaba incorporados unos paneles solares para poder así quedar siempre apuntando al Sol y recibir energía de ellos, y un reflector parabólico capaz de estar siempre apuntando a la Tierra. Asimismo, su carga incluiría una serie de instrumentos científicos. Algunos de dichos instrumentos, tales como las cámaras, deberían ser autoenfocadas al cuerpo celeste que estuviese siendo estudiado. Otros instrumentos no serían autoenfocables, y su objetivo sería el de estudiar fenómenos tales como los campos magnéticos y las partículas cargadas. Asimismo, los ingenieros responsables propusieron un sistema de estabilización de la sonda a tres ejes, lo que significa que, a diferencia de otras sondas espaciales, éstas no tendrían "spin".

## Misiones
| Vehículo   | Lanzamiento | Objetivo         | Llegada    | Aproximación a destino | Observaciones                      |
| ---------- | ----------- | ---------------- | ---------- | ---------------------- | ---------------------------------- |
| Mariner 1  | 22-7-1962   | Venus            | -          | -                      | Falla durante el lanzamiento       |
| Mariner 2  | 27-8-1962   | Venus            | 14-12-1962 | 37 773 km              | Llegada a Venus                    |
| Mariner 3  | 5-11-1964   | Marte            | -          | -                      | Falla durante el lanzamiento       |
| Mariner 4  | 28-11-1964  | Marte            | 14-7-1965  | 9 843 km               | Primeras fotos de Marte            |
| Mariner 5  | 14-6-1967   | Venus            | 19-10-1967 | 3 990 km               | Datos de la atmósfera              |
| Mariner 6  | 25-2-1969   | Marte            | 31-7-1969  | 3 550 km               | Datos de la atmósfera y superficie |
| Mariner 7  | 27-3-1969   | Marte            | 5-8-1970   | 3 550 km               | Datos de la atmósfera y superficie |
| Mariner 8  | 9-5-1971    | Marte            | -          | -                      | Falla en el lanzamiento            |
| Mariner 9  | 30-5-1971   | Marte            | 14-11-1971 | Orbitó                 | Fotos de Fobos y Deimos            |
| Mariner 10 | 3-11-1973   | Venus y Mercurio | 29-3-1974  | Sobrevuelo             | Primera llegada a Mercurio         |

- Datos: Q202894
- Multimedia: Mariner program / Q202894